# Nathaniel Mayer
Nathaniel Mayer (ur. 10 lutego 1944 w Detroit, zm. 1 listopada 2008 tamże) – amerykański muzyk śpiewający piosenki rhythm and blues. Swoją karierę rozpoczął na początku lat 60. XX wieku w wytwórni Fortune Records. Znany był również pod pseudonimami „Nay Dog” lub „Nate”.

## Dyskografia

### Albumy
- Village of Love (1963)
- I Just Want to Be Held (2004, Fat Possum Records)
- „Anthology: I Want Love and Affection - 2xLP / CD digipack (2006, Vampisoul)
- Why Don't You Give It To Me? (2007, Alive-Naturalsound Records)

### Single
- „My Last Dance With You"/"My Little Darling” (1961)
- „Village Of Love"/"I Want A Woman” (1962)
- „Leave Me Alone"/"Hurting Love” (1962)
- „Mr. Santa Claus"/"Well, I've Got News” (1962)
- „Well, I've Got News"/"Work It Out” (1963)
- „I Had A Dream"/"I'm Not Gonna Cry” (1963)
- „Going Back To The Village Of Love"/"My Last Dance With You” (1963)
- „A Place I Know"/"Don't Come Back” (1964)
- „I Want Love and Affection (Not the House of Correction)”/"From Now On” (1966)
- „Raise The Curtain High"/"Super Boogie” (1980)
- „I Don't Want No Bald Headed Woman Telling Me What To Do"/"I Don't Want No Bald Headed Woman Telling Me What To Do” (inštrumentalno) (2002; nagrywano 1968)
- „Ride In My 225"/"Mister Santa Claus” (live) (2005)
- „I Found Out” (2006) Stardumb Records